# Palais Laredo
Le palais Laredo (en espagnol : Palacete Laredo ou Palacio Laredo) ou palais de Laredo est un palais situé à Alcalá de Henares, en Espagne.

## Histoire
Construit au milieu du XIXe siècle comme demeure particulière dans un style néo-mudéjar, le bâtiment abrite aujourd'hui le musée Cisneriano.
Le palais est un bien d'intérêt culturel depuis 1975.

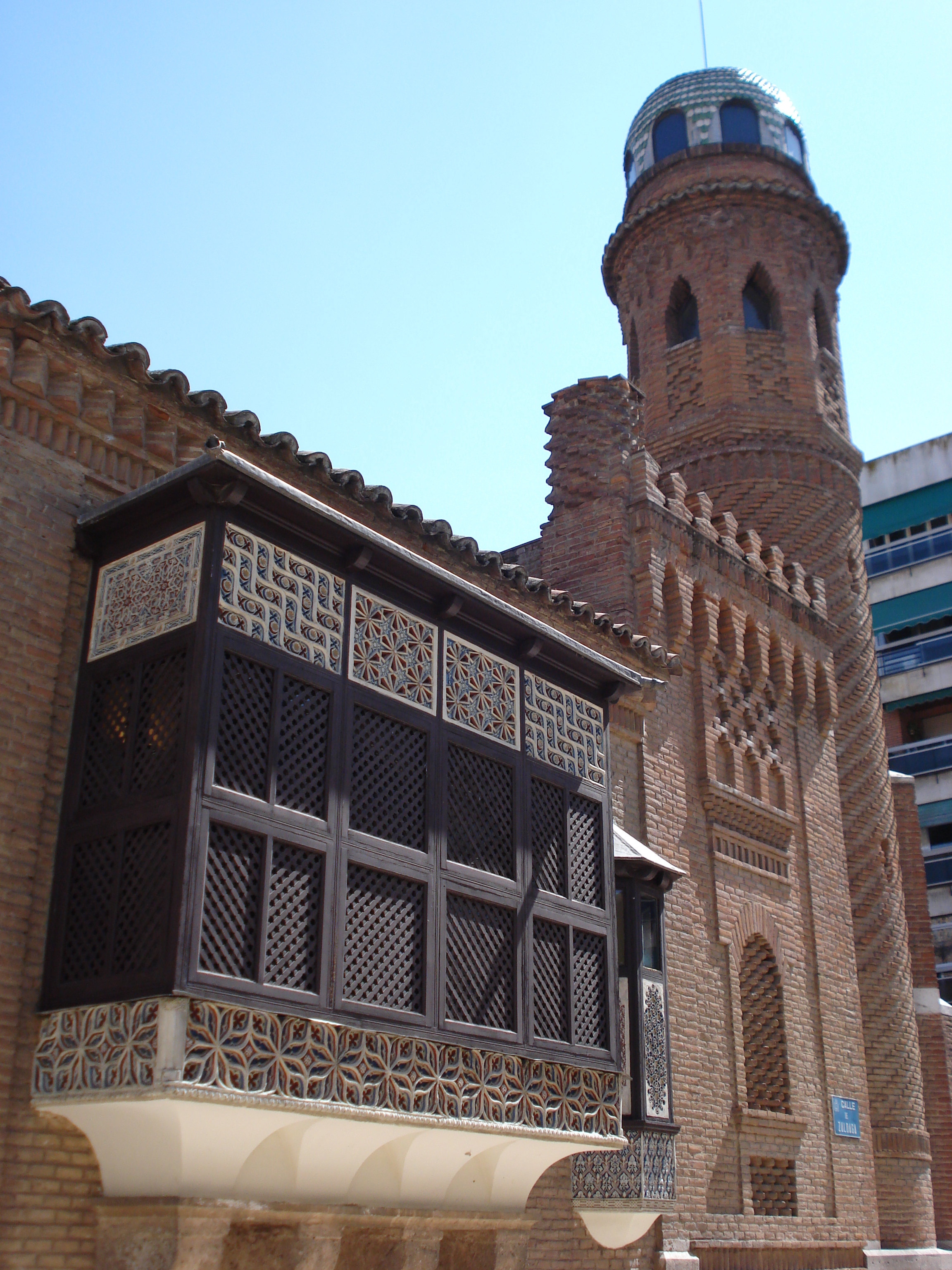
Palais Laredo.

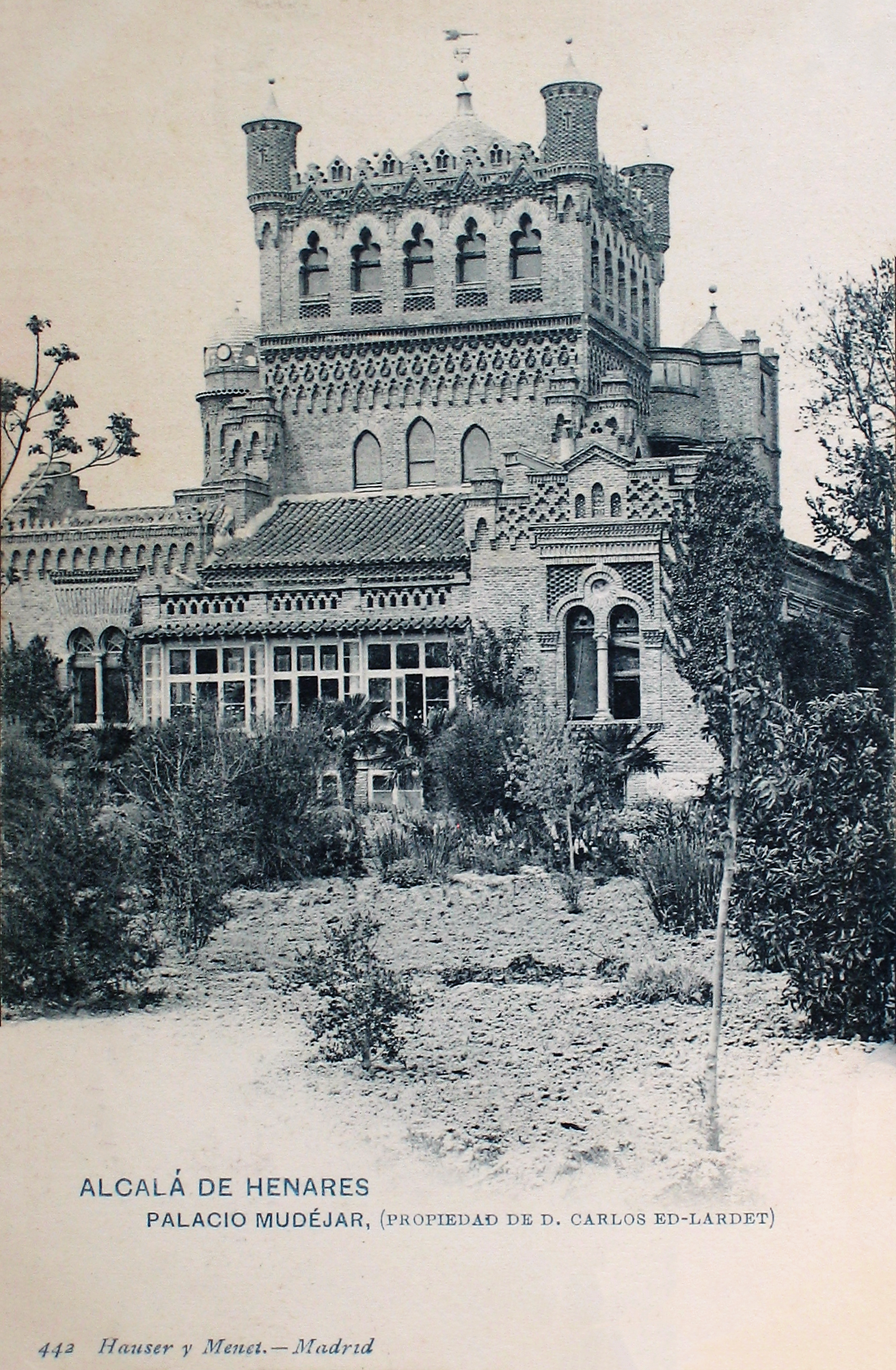
Palais Laredo (1912).